# Инициатива прозрачности добывающих отраслей
Инициатива прозрачности добывающих отраслей или инициатива прозрачности в добывающих отраслях (англ. Extractive Industries Transparency Initiative) — глобальный стандарт управления нефтью, газом и минеральными ресурсами. Он призван способствовать открытому управлению и подотчетности в секторах нефтяных, газовых и минеральных ресурсов и решить ключевые вопросы нефтяного, газового и горнодобывающего секторов.

## Инициатива
Каждые 3 года страны проходят перепроверку исполнения инициативы. Меры, предусмотренные ею, включают в себя контроль за тем, как заключаются контракты и выдаются лицензии, определяются бенефициары, делаются налоговые и правовые договоры, количество произведённого, количество уплачиваемого, куда идут доходы, какой вклад идёт в экономику (включая занятость). Инициатива затрагивает всю цепочку от добычи ресурса до прохождения через руки правительства и далее до конечного эффекта на экономику.
Инициатива была представлена публике Тони Блэром во время Саммита Земли 2002 в Йоханнесбурге после долгих лет дебатов (и лоббирования гражданским обществом и компаниями) на тему прозрачности получения доходов правительствами от добывающих отраслей как ответ на теорию  ресурсного проклятия. В лоббировании участвовали такие НКО, как Global Witness и Publish What You Pay, и нефтегигант British Petroleum.
В 2003 в Лондоне была проведена I конференция. Были приняты 12 принципов, направленных на повышение прозрачности финансовых потоков этой сфере.Министерство международного развития Великобритании занялось менеджментом инициативы; как пилотный проект она была запущена в Нигерии, Гане, Азербайджане и Киргизии.
В 2005 на II конференции в Лондоне были приняты 6 критериев минимального соответствия провозглашённым принципам прозрачности и создана международная группа советников под председательством Питера Эйгена. К инициативе присоединились больше стран. МВФ и Всемирный банк выразили поддержку инициативе.
В 2006 в Осло был создан независимый секретариат и совет стейкхолдеров.
В 2011 были приняты 23 правила, которые должны исполнять страны, придерживающиеся инициативы, но в 2013 они были заменены единым стандартом, пересмотренным в 2016.

## Страны-члены
На 23 января 2019 выполнение норм инициативы со стороны присоединившихся стран оценивалось так:
Удовлетворительный прогресс:
- Колумбия
- Монголия
- Филиппины
- Сенегал
- Восточный Тимор

Значительный прогресс:
- Албания
- Буркина-Фасо
- Камерун
- Кот-д’Ивуар
- Гана
- Гондурас
- Казахстан
- Мадагаскар
- Мали
- Мавритания
- Мозамбик
- Нигерия
- Норвегия
- Папуа — Новая Гвинея
- Перу
- Республика Конго
- Сан-Томе и Принсипи
- Сейшельские Острова
- Танзания
- Того
- Украина
- Замбия

Неудовлетворительный прогресс/приостановлено:
- Афганистан
- Ирак
- Кыргызстан
- Таджикистан

Приостановлено из-за политической нестабильности:
- ЦАР

Приостановлено из-за истёкших сроков имплементации норм:
- Либерия

Страны, прогресс которых ещё не подвергся оцениванию:
- Армения
- Чад
- ДРК
- Доминиканская Республика
- Эфиопия
- Германия
- Гватемала
- Гвинея
- Гайана
- Индонезия
- Малави
- Мексика
- Мьянма
- Нидерланды
- Сьерра-Леоне
- Суринам
- Тринидад и Тобаго
- Великобритания

Членом также был Азербайджан, но 10 марта 2017 он вышел оттуда.